# Stallegger Brücke
Die Stallegger Brücke ist eine überdachte Holzbrücke über die Wutach.
Die Stalleger Brücke stellte, mit einem heute für den öffentlichen Verkehr gesperrten Zugangsweg, die Verbindung zwischen der Raumschaft Bonndorf und Löffingen her. Der Zugang zur Brücke erfolgt von der Bundesstraße 315 (Südseite der Wutachschlucht) nach Göschweiler, einem Teilort von Löffingen (Nordseite der Wutachschlucht). Die Brücke war der erste befahrbare Übergang über die Wutach und stellte früher eine wichtige Verbindung dar. Erst mit dem Bau der Brücke flussabwärts an der Schattenmühle trat der Übergang in Stallegg, auch wegen der steilen Zugangswege, in den Hintergrund.

## Geschichte
Der Wutachübergang bei Stallegg dürfte bereits mit der Besiedelung des Schwarzwalds genutzt worden sein. 1254 und in den Folgejahren trifft man auf den Stehlekke, Stackelegk, Stahlegk und meint damit den Namen der gleichnamigen Burg, der Brücke und des Hofgutes „Stallegger Hof“. Die Brücke überspannt an einer vergleichsweise schmalen Stelle, an einem Felsvorsprung, die Wutach. Als „Stählerne Ecke“ deutet man daher auch den Namen Stallegg. Im Zinsrodel der Kirche in Löffingen wird der Stahliger Weg 1290 erwähnt. 1411 ist im Zusammenhang mit der naheliegenden Burg Stallegg von einer „Brucken über die Wutach bei Stallegg“ die Rede. Die Burg steht in enger Verbindung zu diesem wichtigen Verbindungsweg zwischen den Gebieten des Schluchsees und Löffingen. Um 1500 ist der Obervogt der Landgrafschaft Baar, Georg von Reckenbach zu Stahlegk, Lehnsmann der Fürstenberger auf der Burg. 1585 sind Ausgaben durch die Stadt Löffingen für die Bruck an der Wuten verzeichnet. 1610 findet sich auf einer Landtafel, welche sich heute im Fürstenbergischen Archiv in Donaueschingen befindet, eine Zeichnung des Wegverlaufs und des Überganges bei Stallegg. Im Dreißigjährigen Krieg wird 1632 die Brücke unbrauchbar gemacht. 1702 und 1784 sind zwei Neubauten einer Wutachbrücke bei Stellegg verbrieft. 1787 findet sich erstmals ein Hinweis darauf, dass die Brücke überdacht ist, durch eine Rechnung über 14.000 Schindeln. Bis zu diesem Zeitpunkt war die Brücke ein sehr wichtiger Übergang, insbesondere für den wöchentlichen Korn- und Fruchtmarkt in Löffingen. 1820 beklagen sich Müller, Bäcker und Händler aus dem Raum Schluchsee und Berau, Menzenschwand über den schlechten Brückenzustand und die gefährlichen Steilstrecken beiderseits der Brücke. Vom Fürst zu Fürstenberg wurde ein Beitrag zur Instandsetzung der Brücke erwartet, da dieser Zehntscheuer und Fruchtkästen in Löffingen besaß. 1848 in der Badischen Revolution wurde die Brücker erneut unbrauchbar gemacht, nachdem sich, dem südlich der Wutach stehenden Heckerzug, die vom Großherzog zu Hilfe gerufenen Württembergischen Dragoner nördlich der Brücke gegenüber standen.  1849 wurde entschieden, dass der Wiederaufbau der Brücke zu Lasten des Hauses Fürstenberg gehe.

## Heutige Brücke

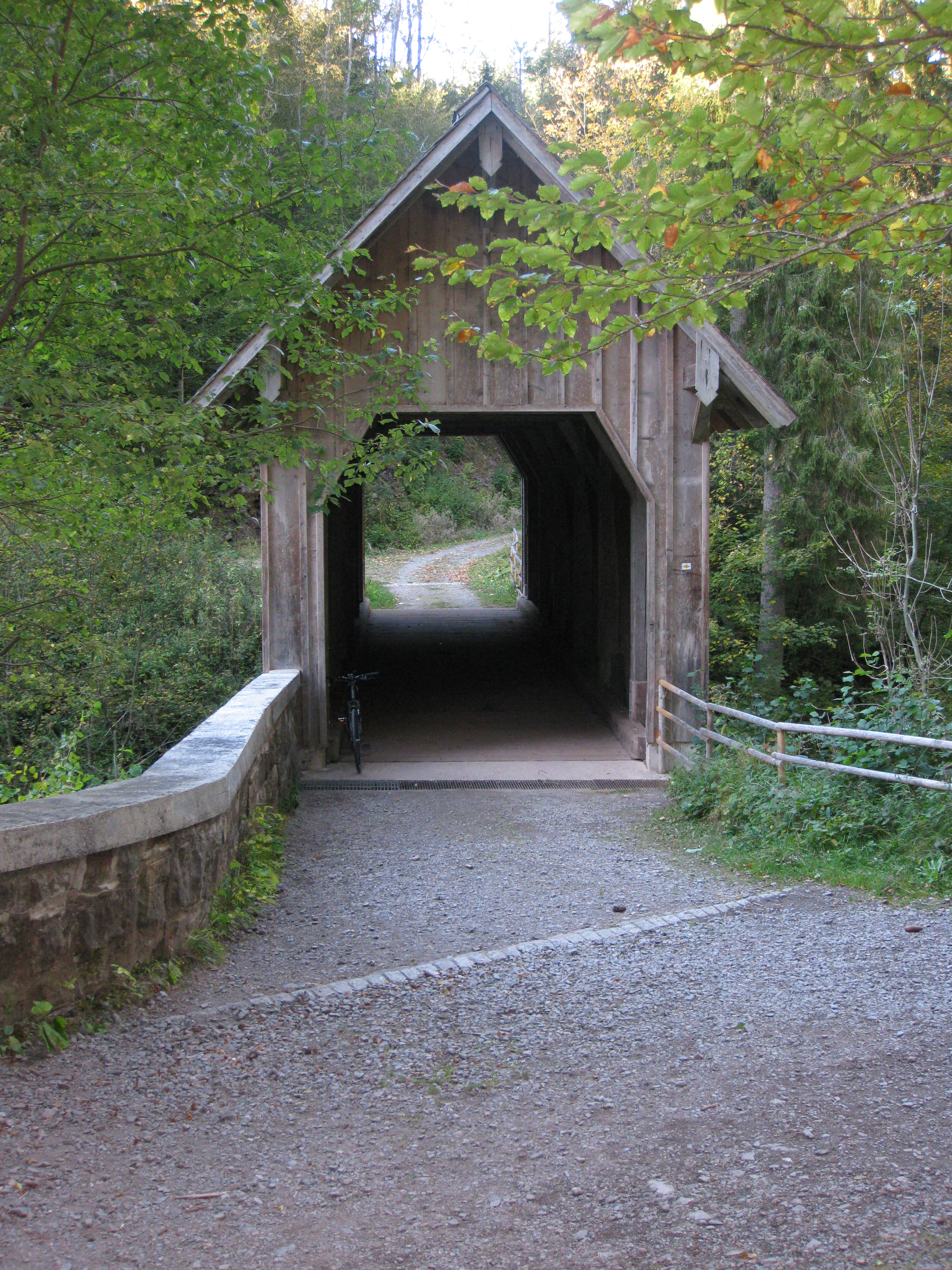
Stallegger Brücke (Zufahrt von Göschweiler)

1852 wurde die heutige Brücke als überdachte Brücke neu erbaut. Bei einer Fahrbahnbreite von 3,50 m und einem 4 m hohen Durchlass überspannt sie in 8,5 m Höhe, bei einer Spannweite von 17 m die Wutach und ist damit hochwassersicher angelegt.
Ab 1928 nahm der Verkehr über die Wutach immer mehr zu. Wegen der zwischenzeitlich flussabwärts, an der Schattenmühle, errichteten Brücke und der dort weit weniger steilen Zufahrtswege, wurde der Übergang über die Stallegger Brücke von einer Kreisstraße zurückgestuft und für den Durchgangsverkehr gesperrt. Damit oblag der Unterhalt der Brücke der Gemeinde Göschweiler und später mit der Eingemeindung des Ortes 1972 der Stadt Löffingen.
1986 wurde das Brückendach sowie Bohlen erneuert und 1999 Schäden, die durch umgestürzte Bäume verursacht wurden, behoben.
Als man 2005 feststelle, dass die Trägerkonstruktion der Brücke morsch und verfault ist, musste die Brücke für den Fahrzeugverkehr gesperrt werden. Man entschied sich für einen Erhalt der Brücke und beauftragte das Ingenieurbüro Claudia Stegerer-Richter mit einer denkmalgerechten Sanierung. Vom 5. August 2006 bis zum September 2007 wurde die Brücke entholzt und von Grund auf saniert. Finanziert wurde die Sanierung durch den Naturpark Südschwarzwald e.V. und der Stadt Löffingen.

## Pegel

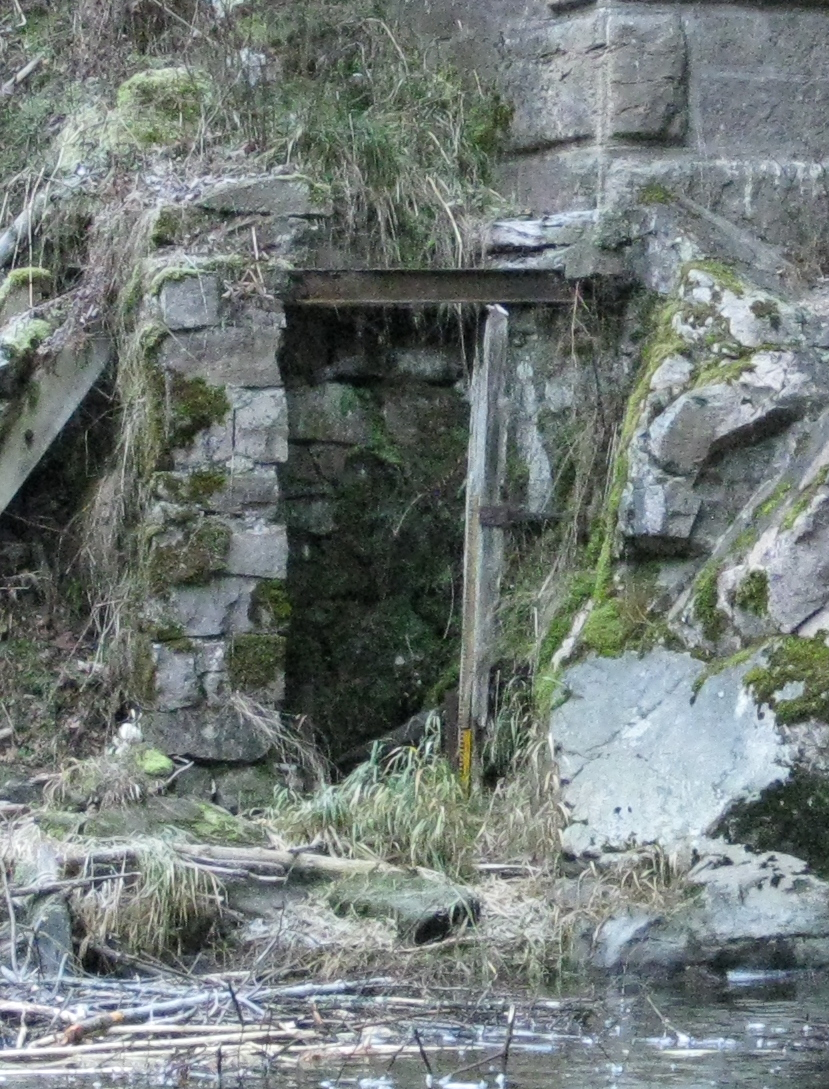
Überreste des Pegels

Am 7. Juni 1924 wurde der von der Republik Baden betriebene Landespegel Stallegg–Wutach (Nr. 354) unter bzw. vor der Brücke in Betrieb genommen. Als 1979 das Flusskraftwerk Stallegg stillgelegt wurde, verzichtete man auf eine Ertüchtigung bzw. Verlegung des Pegels, der sich in einem schlechten Zustand befand, und legte ihn zum 31. Oktober 1979 ebenfalls still. Am Pegel, der 61 km von der Mündung entfernt lag und ein Einzugsgebiet von 212,05 km² aufwies, herrschten unbefriedigende hydraulische Gegebenheiten für die Abflussmessung. Zudem wurde der Standort hydrologisch als „nicht von erstrangiger Bedeutung“ eingestuft. Heute befindet sich an dieser Stelle noch ein Lattenpegel, der von Kanuten beim Vorbeifahren genutzt wird. Zur Tourenvorbereitung wird der Online-Pegel Ewattingen eingesetzt.